# عزلة الرشدة (ذمار)

تعديل مصدري - تعديل

عزلة الرشدة هي إحدى عزل مديرية الحداء في محافظة ذمار اليمنية ويبلغ تعداد سكانها 2397 نسمة حسب التعداد السكاني في اليمن لعام 2004.